# Quiage
Quiage – miasto w Angoli, w prowincji Bengo.